# Ferubkî, Semenivka
Ferubkî (în ucraineană Ферубки) este un sat în comuna Mașeve din raionul Semenivka, regiunea Cernihiv, Ucraina.

## Demografie
Componența lingvistică a localității Ferubkî
     Rusă (57,5%)
     Ucraineană (42,5%)
Conform recensământului din 2001, majoritatea populației localității Ferubkî era vorbitoare de rusă (57,5%), existând în minoritate și vorbitori de ucraineană (42,5%).